# 鶴見尚也
鶴見 尚也（つるみ なおや、1958年2月8日 - ）は、日本の実業家。セガ代表取締役社長を経て、セガサミーホールディングス代表取締役専務、セガホールディングス取締役副会長、CAセガジョイポリス取締役会長、セガサミーゴルフエンタテインメント取締役会長、フェニックスリゾート取締役副会長等を歴任。2024年現在U&Iエンターテイメントジャパン代表取締役。

## 人物・経歴
神奈川県横浜市出身。浅野高等学校を経て、1981年成城大学経済学部卒業。1992年セガ・エンタープライゼス入社。2008年セガ取締役。2009年セガ常務取締役。2012年からセガ代表取締役社長兼最高執行責任者を務め、落札によりインデックスから事業譲渡を受けアトラスの子会社化を行い、同時にアトラス（新社）代表取締役社長に就任。
2014年セガ取締役副会長、セガサミーホールディングス代表取締役専務、フェニックスリゾート取締役副会長。2015年セガホールディングス取締役副会長、セガ・ライブクリエイション（現CAセガジョイポリス）代表取締役会長兼社長、セガサミーゴルフエンタテインメント取締役会長。2016年セガサミーホールディングス専務取締役。2017年CAセガジョイポリス取締役会長。2023年よりアメリカの企業U&Iエンターテイメントの日本法人であるU&Iエンターテイメントジャパン代表取締役に就任。